# Natalja Iwanowa (biathlonistka)
Natalja Iwanowa (ros. Наталья Николаевна Иванова) – radziecka biathlonistka. W Pucharze Świata zadebiutowała w sezonie 1988/1989. W indywidualnych zawodach tego cyklu jeden raz stanęła na podium: 19 stycznia 1989 roku w Borowcu zwyciężyła w biegu indywidualnym. Wyprzedziła tam swoje rodaczki: Jelenę Gołowinę i Łuizę Czeriepanową. W klasyfikacji generalnej zajęła ostatecznie 20. miejsce. W 1989 roku wystąpiła na mistrzostwach świata w Feistritz, gdzie zajęła 18. miejsce w biegu indywidualnym. Był to jej jedyny start na imprezach tego cyklu. Nigdy nie wystartowała na igrzyskach olimpijskich.

## Osiągnięcia

### Mistrzostwa świata
| Rok  | Miejscowość | Konkurencje | Konkurencje | Konkurencje | Konkurencje | Konkurencje | Konkurencje | Konkurencje |
| Rok  | Miejscowość | IN          | SP          | PU          | MS          | RL          | MR          | SR          |
| ---- | ----------- | ----------- | ----------- | ----------- | ----------- | ----------- | ----------- | ----------- |
| 1989 | Feistritz   | 18.         | –           | nd.         | nd.         | –           | nd.         | –           |

### Puchar Świata

#### Miejsca w klasyfikacji generalnej
| Sezon     | Miejsce |
| --------- | ------- |
| 1988/1989 | 20.     |

#### Miejsca na podium chronologicznie
| Lp. | Dzień       | Rok  | Miejscowość | Konkurencja                | Lokata | Pudła   | Czas biegu | Strata | Zwycięzca |
| --- | ----------- | ---- | ----------- | -------------------------- | ------ | ------- | ---------- | ------ | --------- |
| 1.  | 19 stycznia | 1989 | Borowec     | Bieg indywidualny na 15 km | 1.     | 0+1+0+1 | 52:53,8    | –      | –         |